# طريق خلاب
الطريق الخلاب هو طريق أو ممر مائي مخصص يمر عبر منطقة ذات جمال طبيعي أو ثقافي بمناظر خلابة.